# Шубин, Геннадий Николаевич
Генна́дий Никола́евич Шу́бин (1905, дер. Осиновка, Кинешемский  уезд, Костромская губерния, Российская империя — 1968) — советский партийный и государственный деятель, председатель Ивановского облисполкома (1942—1946), первый секретарь Псковского обкома ВКП(б) (1949—1951).

## Биография
Член ВКП(б) с 1931 г. В 1935 г. окончил  Ивановскую высшую коммунистическую сельскохозяйственную школу, в 1949 г. - Высшую партийную школу при ЦК ВКП(б).
После окончания сельской школы работал в хозяйстве родителей, был секретарем сельского совета, руководил сельской комсомольской организацией.
С 1930 г. - на хозяйственной, общественной и политической работе. 
- 1930—1933 гг. — председатель комитета, сельского совета, заведующий организационно-инструкторским отделом исполнительного комитета Вичужского районного Совета (Ивановская Промышленная область),
- 1935—1937 гг. — секретарь исполнительного комитета Наволокского районного совета, заместитель директора машинно-тракторной станции по политической части (Ивановская область),
- 1937—1939 гг. — секретарь Наволокского районного комитета ВКП(б) (Ивановская область),
- 1939—1940 гг. — начальник Ивановского областного земельного отдела,
- 1940—1942 гг. — третий секретарь Ивановского областного комитета ВКП(б),
- 1942—1946 гг. — председатель исполнительного комитета Ивановского областного Совета,
- 1946—1949 гг. — инспектор ЦК ВКП(б),
- 1949—1951 гг. — первый секретарь Псковского областного комитета ВКП(б). В этот период в области проведена крупномасштабная кадровая чистка, связанная с «Ленинградским делом». В июле 1951 г. по рекомендации ЦК ВКП(б) Пленум Псковского областного комитета ВКП(б) освободил его от должности «в связи с допущенными им перегибами в работе с кадрами»,
- 1951—1954 гг. — заместитель председателя Исполнительного комитета Ярославского областного Совета, первый заместитель председателя исполнительного комитета Ярославского областного Совета,
- 1954—1957 гг. — первый секретарь Тутаевского районного комитета КПСС (Ярославская область)
- 1957—1959 гг. — заместитель председателя исполнительного комитета Ярославского областного Совета,
- 1959—1961 гг. — начальник Управления мясной и молочной промышленности СНХ Ярославского экономического административного района.

Избирался депутатом Верховного Совета СССР 2-го и 3-го созывов.

## Награды и звания
Награжден орденами Отечественной войны I степени и «Знак Почёта».